# The Devilish Whirl
The Devilish Whirl – drugi album studyjny polskiej grupy muzycznej Nomad. Wydawnictwo ukazało się w 1999 roku nakładem wytwórni muzycznej Novum Vox Mortis. Płyta została wznowiona w 2001 roku przez firmę Polish Sabbath Productions oraz w 2002 przez The Flaming Arts. Nagrania zostały zarejestrowane, zmiksowanie i zmasterowane w katowickim Alkatraz Studio we współpracy z ówczesnym gitarzystą zespołu Kat – Jackiem Regulskim.  

## Lista utworów
Opracowano na podstawie materiału źródłowego.
1. „Intro” (muz. Bleyzabel, Patrick, Drathdeus, Herman, Pienał) – 01:37
2. „Confidence” (sł. Bleyzabel, muz. Bleyzabel, Patrick, Drathdeus, Herman, Pienał) – 04:35
3. „War in the Name of - Impale” (sł. Bleyzabel, muz. Bleyzabel, Patrick, Drathdeus, Herman, Pienał) – 06:04
4. „Groping the Secret Corpses” (sł. Bleyzabel, muz. Bleyzabel, Patrick, Drathdeus, Herman, Pienał) – 07:07
5. „The Other Dream” (muz. Bleyzabel, Patrick, Drathdeus, Herman, Pienał) – 00:44
6. „A Constructive Image” (sł. Bleyzabel, muz. Bleyzabel, Patrick, Drathdeus, Herman, Pienał) – 05:04
7. „I - An Alchemist of My Analysis” (sł. Bleyzabel, muz. Bleyzabel, Patrick, Drathdeus, Herman, Pienał) – 05:50
8. „The Pile of Burning Roses” (sł. Bleyzabel, muz. Bleyzabel, Patrick, Drathdeus, Herman, Pienał) – 05:49
9. „The Black Domination” (sł. Bleyzabel, muz. Bleyzabel, Patrick, Drathdeus, Herman, Pienał) – 05:33

## Twórcy
Opracowano na podstawie materiału źródłowego.
- Waldemar „Bleyzabel” Twardowski – wokal prowadzący
- Patryk „Patrick” Sztyber – gitara rytmiczna, gitara prowadząca
- Drathdeus – gitara rytmiczna, gitara prowadząca
- Herman – gitara basowa
- Piotr „Pienał” Pęczek – perkusja
- Jacek Regulski – gitara prowadząca, inżynieria dźwięku, produkcja muzyczna, miksowanie, mastering
- Tomasz „Graal” Daniłowicz – okładka, oprawa graficzna